# العلاقات الكوستاريكية الكيريباتية
العلاقات الكوستاريكية الكيريباتية هي العلاقات الثنائية التي تجمع بين كوستاريكا وكيريباتي.

## مقارنة بين البلدين
هذه مقارنة عامة ومرجعية للدولتين:
| وجه المقارنة                                              | كوستاريكا                                 | كيريباتي                        |
| --------------------------------------------------------- | ----------------------------------------- | ------------------------------- |
| المساحة (كم2)                                             | 51.10 ألف                                 | 811                             |
| عدد السكان (نسمة)                                         | 4.91 مليون                                | 116.40 ألف                      |
| الكثافة السكانية (ن./كم²)                                 | 96.09                                     | 14.35 ألف                       |
| العاصمة                                                   | سان خوسيه                                 | جنوب تاراوا                     |
| اللغة الرسمية                                             | اللغة الإسبانية                           | لغة إنجليزية، اللغة الكيريباتية |
| العملة                                                    | كولون كوستاريكي                           | دولار كريباتي، دولار أسترالي    |
| الناتج المحلي الإجمالي (بليون دولار)                      | 57.06 مليار                               | 196.15 مليون                    |
| الناتج المحلي الإجمالي (تعادل القوة الشرائية) بليون دولار | 74.98 مليار                               | 224.26 مليون                    |
| الناتج المحلي الإجمالي الاسمي للفرد دولار أمريكي          | 11.26 ألف                                 | 1.42 ألف                        |
| الناتج المحلي الإجمالي للفرد دولار أمريكي                 | 14.92 ألف                                 | 1.81 ألف                        |
| مؤشر التنمية البشرية                                      | 0.766                                     | 0.590                           |
| رمز المكالمات الدولي                                      | +506                                      | +686                            |
| رمز الإنترنت                                              | .cr، قائمة نطاقات المستوى الأعلى للإنترنت | .ki                             |
| المنطقة الزمنية                                           | 00                                        |                                 |

## منظمات دولية مشتركة
يشترك البلدان في عضوية مجموعة من المنظمات الدولية، منها:
| علم المنظمة | اسم المنظمة                   | تاريخ انضمام كوستاريكا | تاريخ انضمام كيريباتي |
| ----------- | ----------------------------- | ---------------------- | --------------------- |
|             | منظمة حظر الأسلحة الكيميائية  | ?                      | ?                     |
|             | البنك الدولي للإنشاء والتعمير | 8 يناير 1946           | 29 سبتمبر 1986        |
|             | الأمم المتحدة                 | 2 نوفمبر 1945          | 14 سبتمبر 1999        |
|             | يونسكو                        | 19 مايو 1950           | 24 أكتوبر 1989        |
|             | مؤسسة التنمية الدولية         | 30 يونيو 1961          | 2 أكتوبر 1986         |
|             | مؤسسة التمويل الدولية         | 20 يوليو 1956          | 2 أكتوبر 1986         |
|             | الاتحاد البريدي العالمي       | ?                      | ?                     |
|             | الاتحاد الدولي للاتصالات      | 13 سبتمبر 1932         | 3 نوفمبر 1986         |

## وصلات خارجية
- موقع وزارة الخارجية الكوستاريكية